# Kaya (album)
Pour les articles homonymes, voir Kaya.
Albums de Bob Marley and the Wailers
Exodus
(1977) Babylon by Bus
(1978)
Singles
1. It This Love
Sortie : 1978
2. Satisfy My Soul
Sortie : 1978

Kaya est le cinquième album de Bob Marley and the Wailers (quatrième album studio). Il est sorti le 23 mars 1978 sur le label Island/Tuff Gong et a été produit par le groupe.

## Historique
Il est constitué de dix morceaux parmi les vingt enregistrés à Londres entre janvier et avril 1977, pendant les sessions d'Exodus. Bob avait décidé d'en faire deux albums, en sortant d'abord les chansons qu'il jugeait les plus innovantes.
Kaya est donc constitué de morceaux plus traditionnels, plus calmes et moins militants que ceux d'Exodus, mais bénéficie du son complexe et travaillé des sessions londoniennes. Cependant, le contraste avec son prédécesseur surprit beaucoup et l'album fut très critiqué. Alors qu'en Jamaïque, où les ventes étaient en baisse, on critiquait son son trop international et éloigné du reggae « roots », les journaux occidentaux (notamment le Melody Maker) déploraient la foi aveugle de Bob en Rastafari et ses monologues sans queue ni tête lors des interviews. Mais tout le monde s'accordait à trouver l'album beaucoup trop mielleux et commercial, tandis que Peter Tosh et Bunny Wailer venaient de sortir leurs albums les plus militants (Equal Rights et Protest) et que la violence était à son comble en Jamaïque.
Durant l'hiver 1978, Bob Marley et Don Taylor organisèrent l'immense tournée qui devait suivre la sortie de Kaya et faire oublier les problèmes de l'Exodus Tour.
Mais auparavant, Bob fit son grand retour en Jamaïque après plus d'un an d'absence et montra qu'il n'avait rien perdu de son charisme. En effet, en plein climat de guerre civile et de répression militaire, il organisa avec le Peace Movement jamaïcain un grand concert de réconciliation, qui restera son plus célèbre : le One Love Peace Concert, le 22 avril 1978, lors duquel il parvint à réunir sur scène les opposants politiques Michael Manley et Edward Seaga (dont les hommes de main avaient essayé de le tuer).
En août 2018, pour célébrer les 40 ans de la sortie de Kaya, l'album paraît sous une forme remixée par le fils de Bob, Stephen Marley.

## Liste des titres
- Toutes les chansons sont signés par Bob Marley.

Face 1
1. Easy Skanking: 2:58
2. Kaya: 3:15
3. Is This Love: 3:52
4. Sun Is Shining : 4:58
5. Satisfy My Soul: 4:31

Face 2
1. She's Gone: 2:25
2. Misty Morning: 3:33
3. Crisis: 3:54
4. Running Away: 4:15
5. Time Will Tell: 3:29

### Deluxe edition (2013)
| 1.  | Easy Skanking           | 2:58 |
| 2.  | Kaya                    | 3:15 |
| 3.  | Is This Love            | 3:52 |
| 4.  | Sun Is Shining          | 4:58 |
| 5.  | Satisfy My Soul         | 4:31 |
| 6.  | She's Gone              | 2:25 |
| 7.  | Misty Morning           | 3:33 |
| 8.  | Crisis                  | 3:54 |
| 9.  | Running Away            | 4:15 |
| 10. | Time Will Tell          | 3:29 |
| 11. | Smile Jamaica (version) | 5:02 |

| 1.  | Positive Vibration                 | 5:29  |
| 2.  | The Heathen                        | 4:05  |
| 3.  | Them Belly Full (But We Hungry)    | 3:46  |
| 4.  | Concrete Jungle                    | 5:48  |
| 5.  | Rebel Music (3 O'Clock Road Block) | 5:13  |
| 6.  | War / No More Trouble              | 6:22  |
| 7.  | I Shot the Sheriff                 | 4:28  |
| 8.  | No Woman, No Cry                   | 6:42  |
| 9.  | Is This Love                       | 5:55  |
| 10. | Jamming                            | 7:54  |
| 11. | Easy Skanking                      | 4:50  |
| 12. | Get Up, Stand Up                   | 4:55  |
| 13. | Exodus                             | 10:43 |

## Musiciens
- Voix, guitare - Bob Marley
- Voix - I Threes (Rita Marley, Judy Mowatt, Marcia Griffiths)
- Basse - Aston Barrett
- Batterie - Carlton Barrett
- Guitare - Junior Marvin
- Clavier et voix - Tyrone Downie
- Clavier - Earl Lindo sur Easy Skanking, Kaya et Sun Is Shining
- Saxophone tenor - Glen Da Costa
- Trombone - Vin Gordon
- Trompette - David Madden
- Percussions - Alvin Patterson

## Classements et certifications
Charts album
| Pays                              | Durée du classement | Meilleur classement |
| --------------------------------- | ------------------- | ------------------- |
| États-Unis (Billboard 200)        | —                   | 50e                 |
| États-Unis (Billboard R&B Albums) | —                   | 50e                 |
| SNEP                              | 58 semaines         | 6e                  |
| Norvège (VG-lista)                | 27 semaines         | 6e                  |
| Nouvelle-Zélande (RIANZ)          | 50 semaines         | 6e                  |
| Pays-Bas (Album Top 100)          | 4 semaines          | 22e                 |
| Royaume-Uni (UK Albums Chart)     | 24 semaines         | 4e                  |
| Suède (Sverigetopplistan)         | 12 semaines         | 14e                 |

Certifications
| Pays       | Certifications | Ventes certifiées | Date         |
| ---------- | -------------- | ----------------- | ------------ |
| France     | 2 × Platine    | 600 000 +         | 1992         |
| États-Unis | Or             | 500 000 +         | 14 mars 1996 |

Charts singles
| Année | Single          | Chart               | Durée du classement | Position |
| ----- | --------------- | ------------------- | ------------------- | -------- |
| 1978  | Is This Love    | UK Singles Chart    | 9 semaines          | 9e       |
| 1978  | Is This Love    | Top 100             | 13 semaines         | 45e      |
| 1978  | Is This Love    | VG-lista            | 4 semaines          | 8e       |
| 1978  | Is This Love    | RMNZ Singles Top40  | 17 semaines         | 8e       |
| 1978  | Is This Love    | Mega Top 50         | 4 semaines          | 39e      |
| 1978  | Is This Love    | Sverigetopplistan   | 1 semaines          | 16e      |
| 1978  | Is This Love    | Schweizer Hitparade | 10 semaines         | 57e      |
| 1978  | Satisfy My Soul | UK Singles Chart    | 10 semaines         | 21e      |